# Convención de Viena sobre Señalización Vial
La Convención de Viena sobre Señalización Vial (en inglés: Vienna Convention on Road Signs and Signals; en francés: Convention de Vienne sur la signalisation routière), es un tratado multilateral diseñado para aumentar la seguridad de carretera y ayudar al tráfico viario internacional al estandarizar el sistema de señalización para tráfico de carretera (señales de carretera, semáforos y marcas viales) en utilizar internacionalmente.
Esta convención fue acordada por el Consejo Económico y Social de las Naciones Unidas en su Conferencia sobre Tráfico por Carretera en Viena del 7 de octubre al 8 de noviembre de 1968, y entró en vigor el 6 de junio de 1978. Esta conferencia también estableció la Convención sobre Tráfico por Carretera, el cual complementa esta legislación al estandarizar leyes de seguridad vial internacionales.
La convención revisó y extendió sustancialmente el anterior Protocolo de Ginebra de 1949 sobre Señales de Carretera y Señales, basados a su vez en la Convención de Ginebra sobre la Unificación de las Señales de Carretera de 1931. En 2003 se adoptaron algunas enmiendas que incluían provisiones nuevas con respecto a la legibilidad de las señales, prioridad en rotondas y señales nuevas para mejorar la seguridad en túneles.
Ambos acuerdos, la Convención de Viena y el protocolo de Ginebra, reflejaron un consenso común sobre el tráfico de carretera que evolucionó principalmente en la Europa de mediados del siglo XX. La mayoría de jurisdicciones fuera de Europa no han adoptado ningún tratado, y mantienen sus propios sistemas de señales de tráfico de la carretera. Por ejemplo, el Manual de EE. UU. en uniformidad en Dispositivos para Control de Tráfico (MUTCD) no sigue la política de símbolo expuesta por la Convención de Viena; por ejemplo señales para límites de velocidad y el aparcamiento prohibido están entre las más visibles diferencias. Para que el acuerdo fuera aceptado en tantos países como fuera posible, la convención permite algunas variaciones, por ejemplo el peligro que advierte las señales pueden tener forma triangular o cuadrado en diamante y las marcas viales pueden ser amarillas o blancas.

## Reglas

### Señales de tráfico
En artículo 2 la convención divide todas las señales de tráfico en las siguientes categorías (A-H):
- A Señales de indicación de peligro
- B Señales de prioridad
- C Señales de prohibición
- D Señales de obligación
- F Señales de información
- G Señales de indicación
- H Tableros adicionales

Luego, la convención establece colores, tamaños y formas precisos para cada una de estas clases de señales:
| Clase de señal                                    | Forma                             | Fondo                             | Borde                             | Medida                                               | Símbolo                                                                                                | Ejemplos                          |
| Señales de advertencia de peligro                 | Señales de advertencia de peligro | Señales de advertencia de peligro | Señales de advertencia de peligro | Señales de advertencia de peligro                    | Señales de advertencia de peligro                                                                      | Señales de advertencia de peligro |
| ------------------------------------------------- | --------------------------------- | --------------------------------- | --------------------------------- | ---------------------------------------------------- | --- | --------------------------------- |
| Señal de aviso del peligro                        | Triángulo equilátero              | Blanco o amarillo                 | Rojo                              | 0.9 m (grande), 0.6 m (pequeño)                      | Negro o azul oscuro                                                                                    |                                   |
| Señal de aviso del peligro                        | Diamante                          | Amarillo                          | Negro                             | 0.6 m (grande), 0.4 m (pequeño)                      | Negro o azul oscuro                                                                                    |                                   |
| Señales de prioridad                              |                                   |                                   |                                   |                                                      | |                                   |
| Señal de ceda el paso                             | Triángulo equilátero              | Blanco o amarillo                 | Rojo                              | 0.9 m (grande), 0.6 m (pequeño)                      | Ninguno                                                                                                |                                   |
| Señal de alto                                     | Octógono                          | Rojo                              | Blanco                            | 0.9 m (grande), 0.6 m (pequeño)                      | El stop escrito en blanco (en los idiomas del país)                                                    |                                   |
| Señal de alto                                     | Circular                          | Blanco o amarillo                 | Rojo                              | 0.9 m (grande), 0.6 m (pequeño)                      | El stop (en los idiomas del país) escrito en azul o negro dentro de triángulo invertido rojo.          |                                   |
| Vía prioritaria                                   | Diamante                          | Blanco                            | Negro                             | 0.5 m (grande), 0.35 m (pequeño)                     | Cuadrado amarillo o naranja                                                                            |                                   |
| Fin de prioridad                                  | Diamante                          | Blanco                            | Negro                             | 0.5 m (grande), 0.35 m (pequeño)                     | Cuadrado amarillo o naranja con líneas diagonales negras o grises cruzando la señal                    |                                   |
| Prioridad para tráfico en dirección contraria     | Circular                          | Blanco o amarillo                 | Rojo                              | No especificado                                      | La flecha negra que indica dirección con prioridad, la flecha roja que indica dirección sin prioridad  |                                   |
| Prioridad sobre el tráfico en dirección contraria | Cuadrado                          | Azul                              | Ninguno                           | No especificado                                      | La flecha blanca que indica dirección con prioridad, la flecha roja que indica dirección sin prioridad |                                   |
| Señales de prohibición                            |                                   |                                   |                                   |                                                      | |                                   |
| Prohibitivo estándar                              | Circular                          | Blanco o amarillo                 | Rojo                              | 0.6 m (grande), 0.4 m (pequeño)                      | Varía                                                                                                  |                                   |
| Prohibición de aparcar                            | Circular                          | Azul                              | Rojo                              | 0.6 m (grande), 0.2 m (pequeño)                      | Ninguna                                                                                                |                                   |
| Prohibición de aparcar                            | Circular                          | Blanco o amarillo                 | Rojo                              | 0.6 m (grande), 0.2 m (pequeño)                      | Letra inicial o ideograma para indicar estacionamiento; negro o azul oscuro                            |                                   |
| Prohibido parar                                   | Circular                          | Azul                              | Rojo                              | 0.6 m (grande), 0.4 m (pequeño)                      | Ninguno                                                                                                |                                   |
| Fin de prohibición                                | Circular                          | Blanco o amarillo                 | Ninguno                           | 0.6 m (grande), 0.4 m (pequeño)                      | Negro (sólida o rayada) , azul o línea diagonal gris                                                   |                                   |
| Señales de obligación                             |                                   |                                   |                                   |                                                      | |                                   |
| Dirección obligatoria                             | Circular                          | Azul                              | Ninguno                           | 0.6 m (grande), 0.4 m (pequeño), 0.3 m (muy pequeño) | Varía, blanco                                                                                          |                                   |
| Dirección obligatoria                             | Circular                          | Blanco o amarillo                 | Rojo                              | 0.6 m (grande), 0.4 m (pequeño), 0.3 m (muy pequeño) | Varía, negro o azul oscuro                                                                             |                                   |
| Señales de regulación especial                    |                                   |                                   |                                   |                                                      | |                                   |
| Todas las señales                                 | Rectangular                       | Azul                              | No especificado                   | No especificado                                      | Varía, blanco                                                                                          |                                   |
| Todas las señales                                 | Rectangular                       | Blanco                            | No especificado                   | No especificado                                      | Varía, negro                                                                                           |                                   |
| Señales de información, instalaciones o servicios |                                   |                                   |                                   |                                                      | |                                   |
| Todas las señales                                 | No especificado                   | Azul o verde                      | No especificado                   | No especificado                                      | Varía, sobre rectángulo blanco o amarillo                                                              |                                   |
| Señales de dirección, posición o indicación       |                                   |                                   |                                   |                                                      | |                                   |
| Señales informativas                              | Rectangular, a veces con flecha   | Ligero                            | No especificado                   | No especificado                                      | Varía, oscuridad                                                                                       |                                   |
| Señales informativas                              | Rectangular, a veces con flecha   | Oscuro                            | No especificado                   | No especificado                                      | Varía, luz                                                                                             |                                   |
| Autopistas                                        | Rectangular                       | Azul o verde                      | No especificado                   | No especificado                                      | Varía, blanco                                                                                          |                                   |
| Provisional                                       | Rectangular                       | Amarillo o naranja                | No especificado                   | No especificado                                      | Varía, negro                                                                                           |                                   |
| Paneles adicionales                               |                                   |                                   |                                   |                                                      | |                                   |
| Todos los paneles                                 | No especificado                   | Blanco o amarillo                 | Negro, azul o rojo                | No especificado                                      | Varía, negro u azul oscuro                                                                             |                                   |
| Todos los paneles                                 | No especificado                   | Negro u azul oscuro               | Blanco o amarillo                 | No especificado                                      | Varía, blanco o amarillo                                                                               |                                   |
| Clase de señal                                    | Forma                             | Fondo                             | Borde                             | Medida                                               | Símbolo                                                                                                | Ejemplos                          |

También especifica los símbolos y pictogramas que pueden ser utilizados, así como su orientación. Cuando más de uno es válido, solo uno debe ser utilizado en todo el país. Todas las señales, excepto las que no se usen por la noche, tienen que ser suficientemente reflectantes para ser vistas en la oscuridad a cierta distancia con faros encendidos.

### Marcas viales
La convención también especifica las dimensiones de las marcas viales. Todas las marcas viales tienen que sobresalir 6 milímetros por encima de la superficie de carretera y los reflectores de ojos de gato no deben superar los 15 mm. Las marcas serán blancas o amarillas.

### Semáforos
La Convención especifica los colores para los semáforos: significado, posición y como deben usarse según el propósito:
| Tipo                       | Forma                                          | Color | Color                | Posición                                                                                            | Significado                                                                                     |
| -------------------------- | ---------------------------------------------- | ----- | -------------------- | --------------------------------------------------------------------------------------------------- | ----------------------------------------------------------------------------------------------- |
| No intermitente (luz fija) | Sencillo                                       |       | Verde                | En intersección                                                                                     | Continúa con la marcha                                                                          |
| No intermitente (luz fija) | Sencillo                                       |       | Ámbar                | En intersección, paso a nivel, puente giratorio, aeropuerto, parque de bomberos o terminal de ferry | Parada si es posible                                                                            |
| No intermitente (luz fija) | Sencillo                                       |       | Rojo                 | En intersección                                                                                     | Parada                                                                                          |
| No intermitente (luz fija) | Sencillo                                       |       | Rojo y ámbar         | En intersección                                                                                     | La señal está a punto de cambiar (normalmente a verde)                                          |
| No intermitente (luz fija) | La flecha que señala izquierda                 |       | Verde                | En intersección                                                                                     | Solo el tráfico que gira a la izquierda puede proceder                                          |
| No intermitente (luz fija) | La flecha que señala derecha                   |       | Verde                | En intersección                                                                                     | Solo el tráfico que gira a la derecha puede proceder                                            |
| No intermitente (luz fija) | La flecha que señala hacia arriba              |       | Verde                | En intersección                                                                                     | Solo el tráfico que continúa recto puede proceder                                               |
| No intermitente (luz fija) | La flecha que señala hacia abajo               |       | Verde                | Encima de carril                                                                                    | El tráfico puede continuar en camino                                                            |
| No intermitente (luz fija) | Cruz (×)                                       |       | Rojo                 | Encima de carril                                                                                    | El tráfico no puede continuar la marcha (el camino está cerrado)                                |
| No intermitente (luz fija) | La flecha que señala diagonalmente hacia abajo |       | Ámbar o blanco       | Encima de carril                                                                                    | El carril termina cierra dentro de poco adelante, camino de cambio en la dirección de la flecha |
| Intermitente               | Sencillo                                       |       | Rojo doble (alterno) | En paso a nivel, puente giratorio, aeropuerto, parque de bomberos o terminal de ferry               | Parada                                                                                          |
| Intermitente               | Sencillo                                       |       | Ámbar (centelleando) | Excepto en intersección                                                                             | Continuar con precaución                                                                        |
| Intermitente               | Sencillo                                       |       | Ámbar (centelleando) | En intersección                                                                                     | La prioridad está determinada por las señales de prioridad en la vía ( y )                      |
| Intermitente               | Sencillo                                       |       | Blanco               | En intersección                                                                                     | Continuar la marcha                                                                             |

## Países firmantes
La convención, en agosto de 2016, había sido firmada por 69 países:  Albania, Austria, Baréin, Bielorrusia, Bélgica, Bosnia y Herzegovina, Bulgaria, República Centroafricana, Chile, Costa de Marfil, Croacia, Cuba, Chipre, República Checa, República Democrática del Congo, Dinamarca, Estonia, Finlandia, Francia, Georgia, Alemania, Grecia, Haití, Hungría, India, Irán, Irak, Italia, Kazajistán, Kuwait, Kirguistán, Letonia, Liberia, Lituania, Luxemburgo, Macedonia, México, Moldavia, Mongolia, Montenegro, Marruecos, Holanda, Nigeria, Noruega, Pakistán, Paraguay (no ratificada), Filipinas, Polonia, Portugal, Rumanía, Rusia, San Marino, Senegal, Serbia, Seychelles, Sierra Leona, Sri Lanka, Eslovaquia, Eslovenia, Suecia, Suiza, Surinam, Tayikistán, Túnez, Turkmenistán, Turquía, Ucrania, Emiratos Árabes Unidos, Uzbekistán, Venezuela, Vietnam, y Zambia.
El Reino Unido de Gran Bretaña e Irlanda del Norte ratificó la Convención de Viena de 1968 sobre tráfico por carretera el 28 de marzo de 2018, y la Convención entró en vigor para el Reino Unido de Gran Bretaña e Irlanda del Norte el 28 de marzo de 2019.
Los únicos países europeos que son firmantes, pero que no la han ratificado, son Irlanda, Malta y Liechtenstein. Andorra, Islandia, España y la Santa Sede.
Los únicos países de Asia que no han firmado son Bangladés, Birmania, Malasia, Taiwán, China (incluyendo Hong Kong y Macao), Japón, Israel, Palestina, Arabia Saudí, Jordania, Líbano, Siria, Armenia, Yemen, Omán, Corea del Norte y Afganistán. Camboya, Indonesia, Corea del Sur, Laos y Tailandia son firmantes, pero todavía no han ratificado la Convención.